# 卡丽·格雷夫斯
卡丽·格雷夫斯（英語：Carie Graves，1953年6月17日—2021年12月19日），美国女子赛艇运动员。她曾代表美国参加1976年和1984年夏季奥林匹克运动会赛艇比赛，获得一枚金牌和一枚铜牌。